# Mark David Chapman

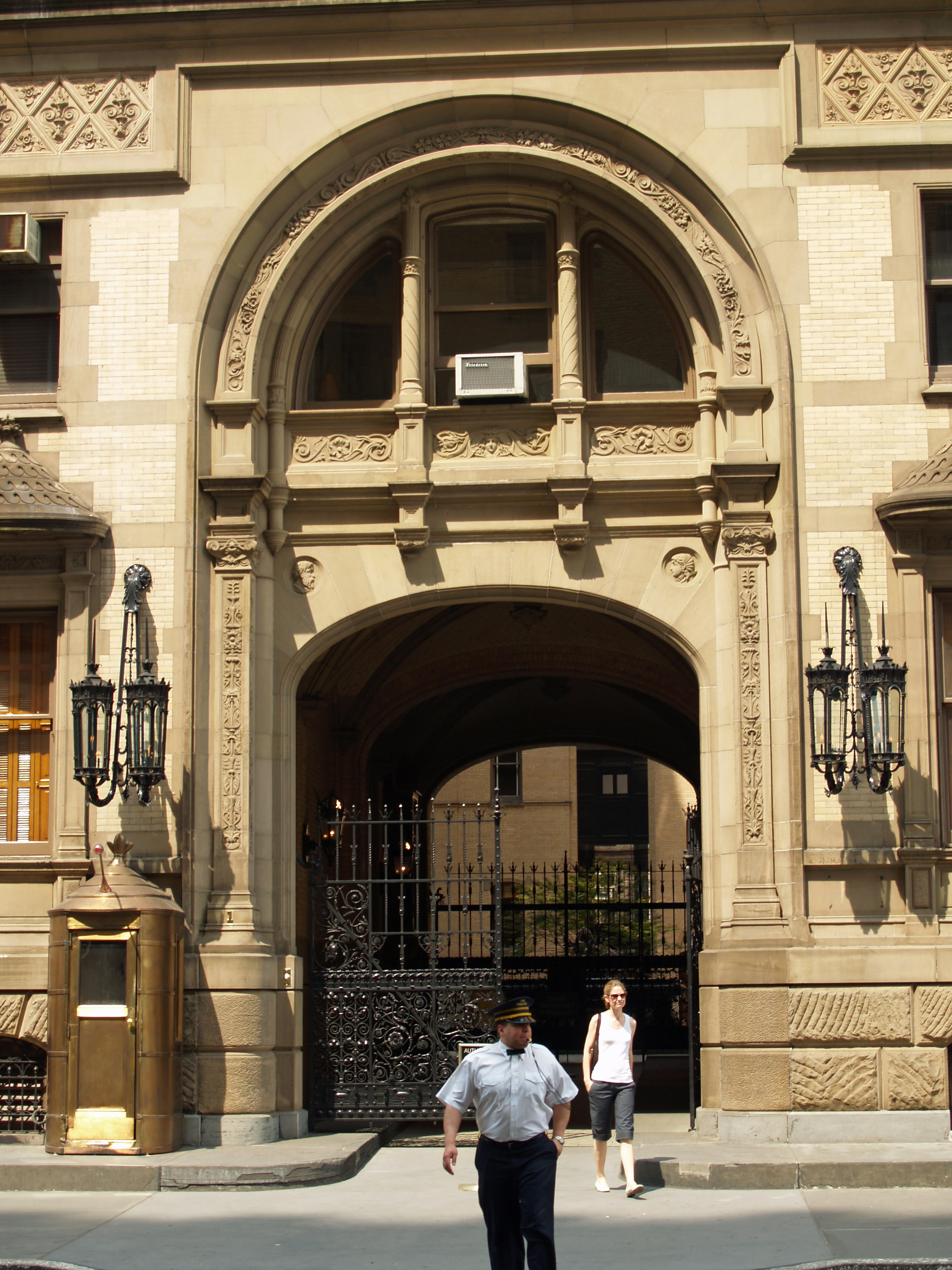
Imatge de l'edifici Dakota, lloc on Chapman va matar John Lennon.

Mark David Chapman (Fort Worth, Texas, 10 de maig de 1955) va ser l'assassí del membre dels Beatles John Lennon.
Va llegir la novel·la El vigilant en el camp de sègol (The Catcher in the Rye), de J.D. Salinger, que va tenir un gran significat per a ell, fins al punt de voler modelar la seva vida a l'estil del protagonista del llibre, Holden Caulfield.
Va matar Lennon amb cinc trets el 8 de desembre de 1980. Actualment encara és a la presó.